# Hexatoma lativentris
Hexatoma lativentris är en tvåvingeart som först beskrevs av Mario Bezzi 1916.  Hexatoma lativentris ingår i släktet Hexatoma och familjen småharkrankar. Inga underarter finns listade i Catalogue of Life.